# Bulletin de la Société de linguistique de Paris
Pour les articles homonymes, voir BSL.
Le Bulletin de la Société de linguistique de Paris (souvent abrégé en BSL) est une revue scientifique publiée depuis 1869 par la Société de linguistique de Paris (SLP) qui est une société savante française fondée en 1864 et consacrée à la recherche scientifique dans le domaine de la linguistique. Elle a son siège à l'École pratique des hautes études (IVe section), à la Sorbonne, à Paris.

## Historique
À partir de 1869, la Société de linguistique de Paris publie le Bulletin de la Société de linguistique de Paris. D'abord publié trois fois par an et destiné à une diffusion interne, le Bulletin devient peu à peu une revue scientifique à large diffusion. Dans les années 2000, il paraît au rythme d'un volume par an.
Le journal contient deux parties distinctes: l'une consacrée aux articles abordant tous les domaines linguistiques (grammaires comparées, typologie, la linguistique diachronique et synchronique, la linguistique théorique et descriptive, l'histoire de la linguistique) et sur toutes les familles linguistiques ; La seconde partie est consacrée à l'analyse des livres récents consacrés au domaine de la recherche linguistique.
La Société de linguistique de Paris a publié également des Mémoires dont la première série s'arrêta en 1935 lorsque les Mémoires furent intégrées aux Bulletins. Une nouvelle série des Mémoires est entamée en 1990.
Depuis 1908, la SLP publie ponctuellement des ouvrages de recherche dans la collection « Linguistique », dont le premier titre est Les Dialectes indo-européens d'Antoine Meillet. En 2003, la collection comptait plus de 90 titres.